# Nurzyk (zwyczajny)
Nurzyk (zwyczajny), nurzyk podbielały (Uria aalge) – gatunek dużego ptaka morskiego z rodziny alk (Alcidae).

## Występowanie i podgatunki

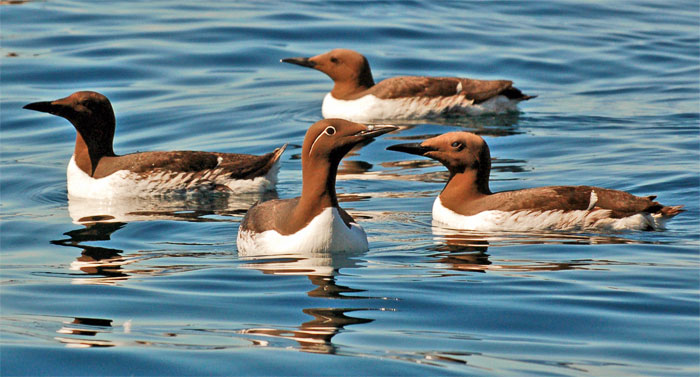
Uria aalge aalge w szacie godowej, Norwegia

Najważniejszy mieszkaniec wysp ptasich na północnym Atlantyku, Pacyfiku i Oceanie Lodowatym. Zamieszkuje w zależności od podgatunku:
- Uria aalge aalge – gnieździ się we wschodniej Kanadzie, na Grenlandii, Islandii, Wyspach Owczych (niekiedy wyodrębniany w osobny podgatunek Uria aalge spiloptera), Szetlandach i Orkadach oraz południowej Norwegii i na wybrzeżach Bałtyku (niekiedy wyodrębniany w osobny podgatunek Uria aalge intermedia). Zimuje w północno-wschodniej części USA, głównie w Maine oraz na północnym wybrzeżu Hiszpanii.
- Uria aalge albionis – osiadły, występuje na Irlandii, w południowej części Wielkiej Brytanii, na wybrzeżach Bretanii i Portugalii (niekiedy wyodrębniany w osobny podgatunek Uria aalge ibericus) oraz na wyspach Berlengas
- Uria aalge hyperborea – gnieździ się na Svalbardzie, w północnej części Półwyspu Skandynawskiego oraz północno-zachodniej Rosji od Murmańska po Nową Ziemię
- Uria aalge inornata – wschodni Półwysep Koreański, Hokkaido, Sachalin, Kamczatka, wyspy Morza Beringa po Alaskę i zachodnie wybrzeża Kanady
- Uria aalge californica – zachodnie wybrzeże USA od północnej części stanu Waszyngton po Kalifornię

W Polsce pojawia się nielicznie na wybrzeżu Bałtyku podczas przelotów i zimą od września do maja. W Europie Środkowej jedyna duża kolonia znajduje się na piaskowcu na Helgolandzie.

## Cechy gatunku

### Wygląd

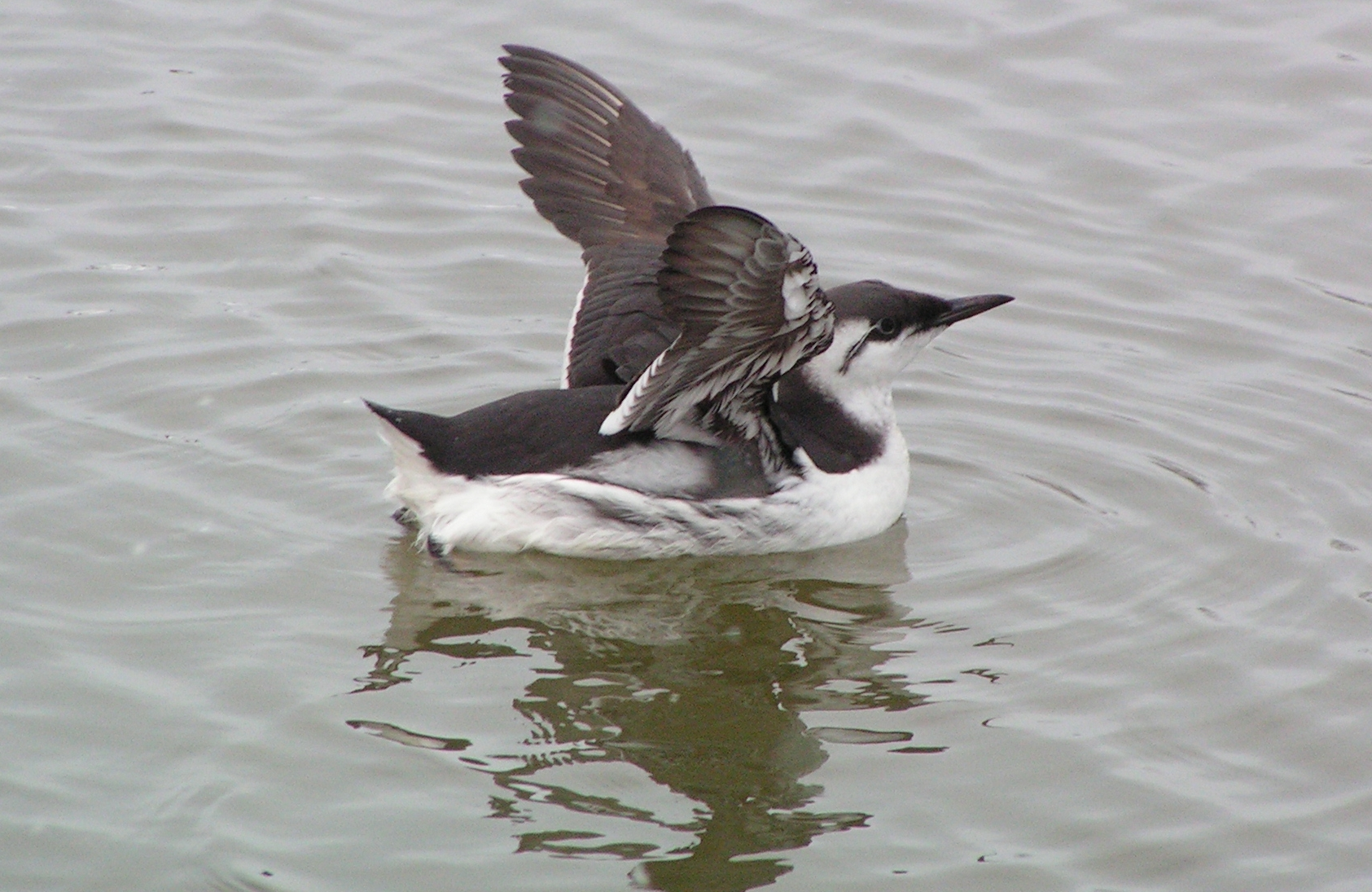
Dorosłe nurzyki w szacie spoczynkowej, Niemcy

Brak wyraźnego dymorfizmu płciowego. W upierzeniu godowym wierzch ciała, szyja i głowa czarne. Krawędzie lotek I rzędowych białe, widoczne przy złożonych skrzydłach jako białe linie. U południowej odmiany Uria aalgae albionis wierzch ciała jest ciemnobrunatny. Północna odmiana Uria aalgae aalgae ma wierzch czarny, choć z ciemnobrunatną głową. U niektórych podgatunków wokół oka biała obwódka, od której odchodzi łukowata linia na pokrywy uszne. Spód ciała biały z czarnym kreskowaniem po bokach. Ptaki w upierzeniu spoczynkowym mają policzki, podgardla i boki szyi białe. Osobniki młodociane oraz dorosłe w szacie spoczynkowej mają barwę czarną zastąpioną czarnobrązową, gardło, boki szyi oraz bok głowy za okiem bieleją, ale te pierwsze grzbiet mają usiany ciemnobrunatnym plamami. Dziób czarny, prosty, wydłużony i ostro zakończony. Ogon jest krótki i zaokrąglony. Pierzenie do szaty godowej ma miejsce w grudniu.
Podobny nurzyk polarny ma dziób grubszy, ale krótszy, który zdobi dodatkowo po bokach biały pas. W przeciwieństwie do nurzyka, w szacie spoczynkowej czarna czapeczka przedłuża się u niego poza oczy.

### Wymiary średnie
długość ciała ok. 44–50 cm
rozpiętość skrzydeł ok. 64–71 cm
masa ciała ok. 700–1200 g

### Zachowanie
Gdy nurzyki pływają po wodzie, mają nieco uniesiony tył ciała. Siedzą wyprostowane z nogami wyciągniętymi przed siebie. Lecąc w powietrzu, wyciągają szyję ku przodowi i nogi wystają im poza ogon, poruszają się w linii prostej, formując często rzędy. Nurzyki prowadzą stadny tryb życia. 

### Głos
Gdy siedzi na gnieździe, odzywa się chrapliwym „err” lub warczącym „arra”. Jego odgłosy mają dzwoniące brzmienie.

## Biotop
Lęgnie się na skalistych, urwistych wybrzeżach morskich oraz wyspach, poza okresem lęgowym pełne morze. Rzadko widuje się go wewnątrz lądu.

## Okres lęgowy

### Toki
Na tereny lęgowe nurzyki wracają już w grudniu lub styczniu, a w najchłodniejszych terenach północnych w marcu i kwietniu. Zaraz potem rozpoczynają się gromadne toki. Kręcą się wtedy wokół siebie nawzajem i wydają głośne okrzyki, po czym razem nurkują.

### Gniazdo
Nie budują gniazd – jaja składają na nagiej skale, na półkach i w skalnych niszach. Mogą zajmować gniazda mewy trójpalczastej. Tworzą kolonie, które liczyć mogą nawet 100 000 osobników.

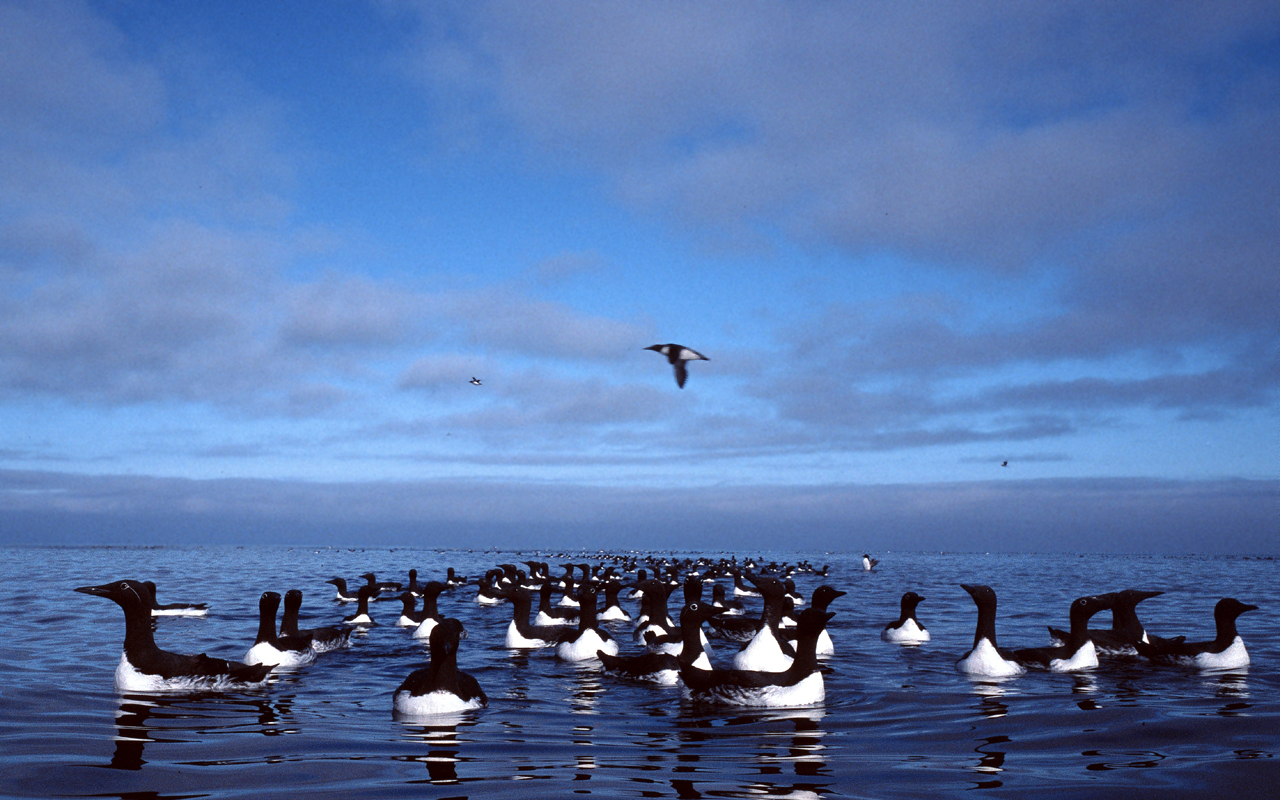
Nurzyki na Morzu Barentsa

### Jaja

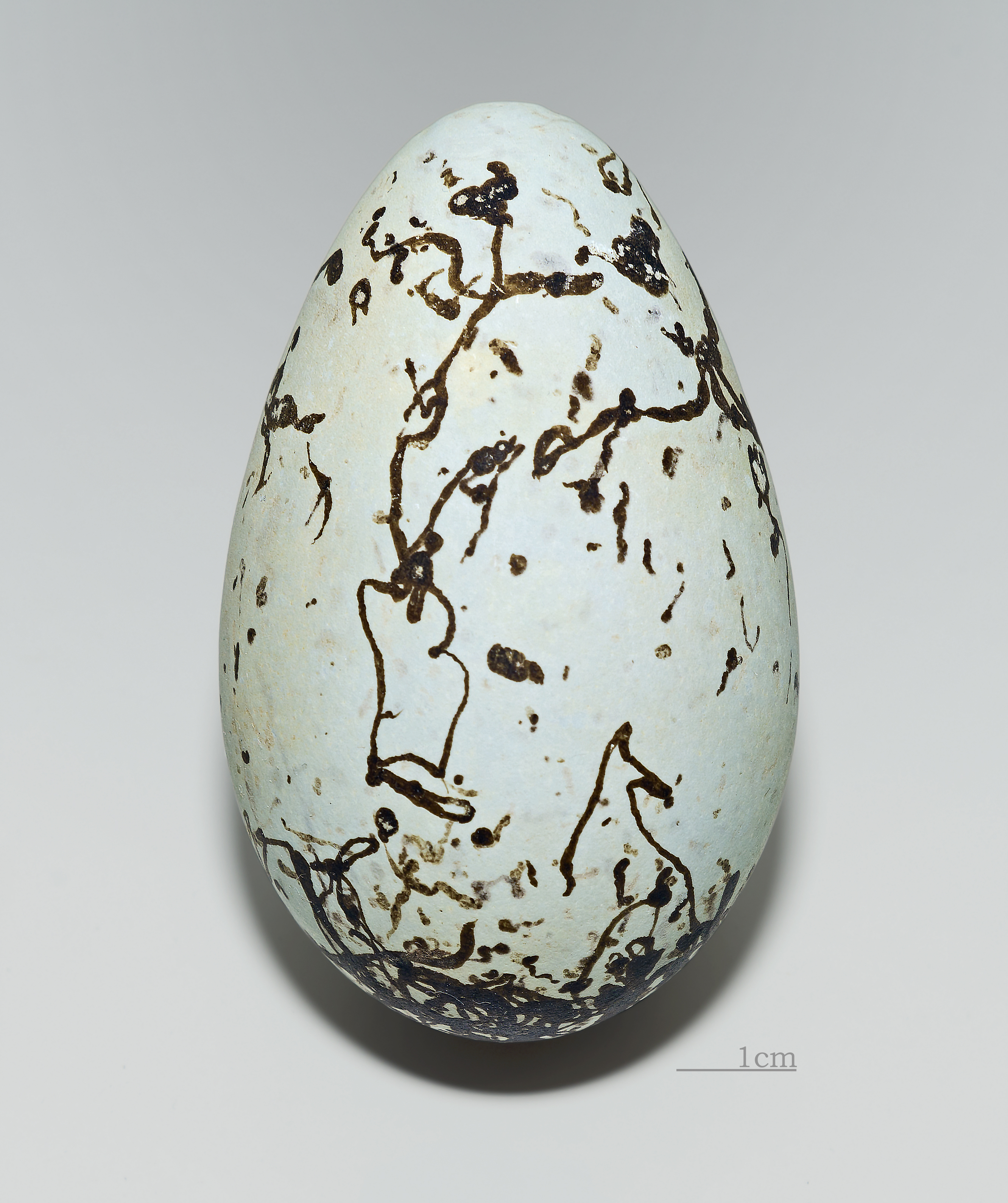
Jajo z kolekcji muzealnej

W ciągu roku wyprowadza jeden lęg (może być powtórzony, jeśli zostanie utracony w 14–16 dni od zniesienia jaja), składając w maju-lipcu (od marca na Pacyfiku) zwykle jedno jajo o gruszkowatym kształcie, co nie pozwala mu się staczać po pochyłościach. Barwa jaja zmienna, od cielistej, brązowej po zieloną lub niebieską, z różnobarwnym, głównie brunatnym i czarnym, nakrapianiem.

### Wysiadywanie i dorastanie
Jaja wysiadywane są przez okres 28–34 dni przez obydwoje rodziców zmieniających się co 12–24 godziny. Ogrzewają jaja stopami. Rodzice razem zajmują się ich wychowaniem. Pisklę opuszcza gniazdo po 18–25 dniach, mimo że jest jeszcze nie w pełni opierzone. Skacze wtedy ze skały do morza. Trzyma się długo rodziców, którzy je karmią. Zdolność do lotu zdobywa w wieku 39–46 dni. Ze względu na to, że to gatunek osiadły, starsze nurzyki spędzają zimę na lęgowiskach. Młode ptaki mogą natomiast koczować i włóczyć się po północnym Atlantyku w różnych jego zakątkach. Tylko część z nich leci nad Morze Śródziemne.

## Pożywienie
Drobne ryby morskie i bezkręgowce np. mięczaki, pierścienice lub skorupiaki, które chwytają nurkując. Potrafią zanurzać się nawet na głębokość 180 m.

## Status i ochrona
IUCN uznaje nurzyka za gatunek najmniejszej troski (LC, Least Concern). To najliczniejszy gatunek z rodziny alk. W 1996 roku liczebność światowej populacji szacowano na ponad 18 milionów osobników. Trend liczebności populacji oceniany jest jako wzrostowy.
W Polsce podlega ścisłej ochronie gatunkowej.